# فیل باردسلی
فیلیپ آنتونی باردسلی (انگلیسی: Phillip Anthony Bardsley؛ زادهٔ ۲۸ ژوئن ۱۹۸۵) یک بازیکن فوتبال اهل اسکاتلند است.